# 日本詩人連盟
日本詩人連盟（にほんしじんれんめい、英称：Japan League of Poets、略称：JALP）は、 1961年5月31日設立された、日本語の美しさを全国に世界に広める詩人の団体。
初代会長は、「カナリア」「青い山脈」などで知られる西条八十。

二代会長 白鳥省吾、三代会長 吉川静夫、四代会長 平山忠夫、五代会長 宮川としを、

現在の会長は、望月吾郎（2021年5月9日就任）である。

•所在地　山梨県甲府市朝気3-8-15　問い合わせ先：055-227-5656

•本連盟の目的　親和精神をもって詩謡の創作、研究、保存を行いこれが向上発展を図り音楽文化の興隆に寄与し併せて国際交流に貢献することを目的とする。

•活動内容　年4回の全会員研修会の開催、年1回日本詩人大賞開催、年1回「日本詩謡集」の発行等。

## 沿革
♦ 1986年4月　　日本音楽作家団体協議会設立に参加

♦ 2022年3月　　「日本詩人連盟創立６０周・２０２２・日本詩謡集　第５８集」発行

♦ 2022年5月29日「第一回日本詩人大賞発表＆表彰式」開催、第一回大賞曲「富士は日本のお母さん（2021･8･15終戦記念日盤）

♦ 2022年7月　　第三回全会員研修会　　　　　　　　　　　　　　　　

## 注
1. ↑  会員のご紹介日本音楽作家団体協議会サイト
2. ↑  東京都立図書館：「日本詩人連盟創立６０周年記念・2022・日本詩謡集　第５８集」発行